# Baiser mortel (film, 1956)

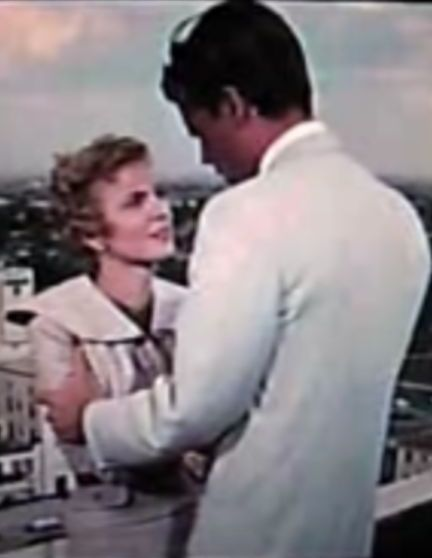
Image tirée d'un trailer du film Baiser mortel

Baiser mortel (A Kiss Before Dying) est un film policier américain réalisé par Gerd Oswald sorti en 1956. Il s'inspire du best-seller d'Ira Levin La Couronne de cuivre. Le premier rôle est joué par Robert Wagner.

## Synopsis
Bud courtise Dorothy, non pas pour ses beaux yeux mais parce que son père est un richissime magnat de l'exploitation des mines de cuivres. Un jour Dorothy informe Bud qu'elle est enceinte. Voilà qui contrarie les plans de Bud qui craint que le père de Dorothy, homme entier et psychorigide déshérite sa fille. Après avoir fait croire à sa petite amie qu'ils vont se marier et que l'amour leur permettra de vaincre tous les obstacles, il cherche à s'en débarrasser. Une tentative d'empoisonnement ayant échoué, il la précipite du haut d'un building après avoir fabriqué une fausse preuve tendant à faire croire à un suicide.
Plusieurs mois après, Ellen, la sœur de Dorothy se persuade que sa sœur ne s'est pas suicidée. Elle part à l'université que fréquentait Dorothy et se lance à la recherche du mystérieux petit ami dont elle lui parlait dans ses lettres. Croyant l'avoir trouvé elle lui donne rendez-vous. Mais ce n'est pas le bon, toutefois ce dernier (Dwight) dit se souvenir de ce dernier petit ami dont il n'a mémorisé ni le nom ni l'adresse, mais qu'il peut récupérer chez lui dans ses notes. Là il tombe sur Bud qui le tue en maquillant encore une fois le meurtre en suicide. L'affaire semble classée puisque le présumé assassin s'est donné la mort. Mais un jeune policier au moment de classer l'affaire s'aperçoit que Dwight participait à un tournoi de tennis au Mexique le jour du "suicide" de Dorothy, il ne peut donc être l'assassin. Il révèle ces faits à Ellen alors qu'elle fête ses fiançailles avec Bud. Bud et Ellen s'en vont visiter l'exploitation minière et ont une explication qui tourne mal.

## Fiche technique
- Titre original : A Kiss Before Dying
- Titre français : Baiser Mortel
- Réalisateur : Gerd Oswald
- Producteur : Robert L. Jacks
- Scénario : Lawrence Roman d'après le roman La Couronne de cuivre (Kiss Before Dying) d'Ira Levin publié en 1953
- Genre : Thriller
- Musique : Lionel Newman
- Photographie : Lucien Ballard
- Format : Scope couleurs
- Maison de production : United Artists
- Durée : 94 minutes
- Pays :  États-Unis
- Date de sortie :
  -  États-Unis 12 juin 1956

## Distribution
- Robert Wagner : Bud Corliss
- Jeffrey Hunter : Gordon Grant
- Virginia Leith : Ellen Kingship
- Joanne Woodward : Dorothy Kingship
- Mary Astor : Madame Corliss
- George Macready : Leo Kingship
- Robert Quarry : Dwight Powell
- Howard Petrie : Howard Chesser, le chef de la police
- Molly McCart : Annabelle Koch

## Autour du film
- Le terme "être enceinte" a irrité les membres de la commission de censure. Aussi le film fut-il projeté sans qu'il soit fait mention de ce terme dans la copie projetée à Chicago. Par ailleurs, United Artist fut invité à n'y faire référence d'aucune façon dans la campagne de promotion du film.
- Un baiser avant de mourir (A Kiss Before Dying) est le titre d'un remake britannique de ce film, réalisé par James Dearden et sorti en 1991.